# Сьерра-де-Гата (комарка)
Сьерра-де-Гата (исп. Sierra de Gata (comarca))  — район (комарка) в Испании, входит в провинцию Касерес в составе автономного сообщества Эстремадура.

## Муниципалитеты
1. Асебо
2. Кадальсо
3. Сильерос
4. Дескаргамариа
5. Эльхас
6. Гата (Касерес)
7. Эрнан-Перес
8. Ойос
9. Моралеха
10. Пералес-дель-Пуэрто
11. Робледильо-де-Гата
12. Сан-Мартин-де-Тревехо
13. Сантибаньес-эль-Альто
14. Торресилья-де-лос-Анхелес
15. Торре-де-Дон-Мигель
16. Вальверде-дель-Фресно
17. Вильямьель
18. Вильянуэва-де-ла-Сьерра
19. Вильясбуэнас-де-Гата